# (2283) Bunke
(2283) Bunke est un astéroïde de la ceinture principale.

## Description
(2283) Bunke est un astéroïde de la ceinture principale. Il fut découvert le 26 septembre 1974 à Naoutchnyï par Lioudmila Jouravliova. Il présente une orbite caractérisée par un demi-grand axe de 2,25 UA, une excentricité de 0,09 et une inclinaison de 6,7° par rapport à l'écliptique.

## Compléments